# Немет, Карой
Ка́рой Не́мет (венг. Németh Károly; 14 декабря 1922, с. Пака, медье Зала, Королевство Венгрия — 12 марта 2008, Будапешт) — венгерский политик, председатель Президиума Венгерской Народной Республики в 1987—1988.

## Биография
Трудовую деятельность начал рабочим в пищевой промышленности.
Член Венгерской коммунистической партии с 1945 года. После окончания Высшей партшколы, с 1954 года — секретарь, первый секретарь партийной ячейки медье Чонград (до 1959 года). С 1957 года — член ЦК ВСРП, в 1960—1965 — заведующий сельскохозяйственным отделом ЦК ВСРП, с 1966 — кандидат, а с ноября 1970—1989 — член Политбюро ЦК ВСРП. В 1962—1965 и с марта 1974—1985 — секретарь ЦК ВСРП.
В июне 1965—1974 также был первым секретарём Будапештского городского комитета ВСРП. На протяжении 30 лет, с 1958 по 1988 — депутат Государственного Собрания, был членом Президиума ВНР.
28 марта 1985 года в условиях осложнявшейся экономической ситуации был выдвинут был выдвинут на должность заместителя Генерального секретаря ЦК ВСРП Яноша Кадара как сторонник либерализации политического курса. 25 июня 1987 года оставил этот пост и сменил Пала Лошонци на посту председателя Президиума ВНР, однако пробыл на этой должности чуть более года и 29 июня 1988 года покинул свой пост.